# Nová Ves, Žďár nad Sázavou
Nová Ves là một làng thuộc huyện Žďár nad Sázavou, vùng Vysočina, Cộng hòa Séc.